# Robert Herman Flock Bever
Robert Herman Flock Bever (* 4. November 1956 in Sparta, Wisconsin, USA) ist ein US-amerikanischer Geistlicher und römisch-katholischer Bischof von San Ignacio de Velasco.

## Leben
Robert Herman Flock Bever empfing am 9. Juli 1982 das Sakrament der Priesterweihe für das Bistum La Crosse. 1988 ging er als Fidei-Donum-Missionar nach Bolivien.
Am 31. Oktober 2012 ernannte ihn Papst Benedikt XVI. zum Titularbischof von Forum Popilii und bestellte ihn zum Weihbischof in Cochabamba. Der Erzbischof von Cochabamba, Tito Solari Capellari SDB, spendete ihm am 17. Januar 2013 die Bischofsweihe; Mitkonsekratoren waren der Koadjutorerzbischof von Santa Cruz de la Sierra, Sergio Alfredo Gualberti, und der Apostolische Nuntius in Bolivien, Erzbischof Giambattista Diquattro, sowie der Bischof von La Crosse, William Patrick Callahan OFMConv.
Papst Franziskus ernannte ihn am 4. November 2016 zum Bischof von San Ignacio de Velasco.